# Dietershan
Dietershan ist ein Stadtteil der Stadt Fulda im osthessischen Landkreis Fulda.

## Geographie
Dietershan liegt im Süden des Fulda-Haune-Tafellands. Es befindet sich rund 5,8 km nordnordöstlich des Stadtkerns von Fulda und 1,5 km (jeweils Luftlinie) westlich des Fuldaer Stadtteils Bernhards. Weitere Ortschaften der Umgebung sind die Fuldaer Stadtteile Lehnerz im Süden, Niesig und Gläserzell jeweils im Südwesten sowie die Petersberger Ortsteile Marbach im Nordnordosten und Steinau im Südosten. Östlich des Mühlbergs (ca. 435 m) gelegen, ist es an drei Seiten von Wald umgeben und wird vom Haune-Zufluss Bernhardser Wasser durchflossen.

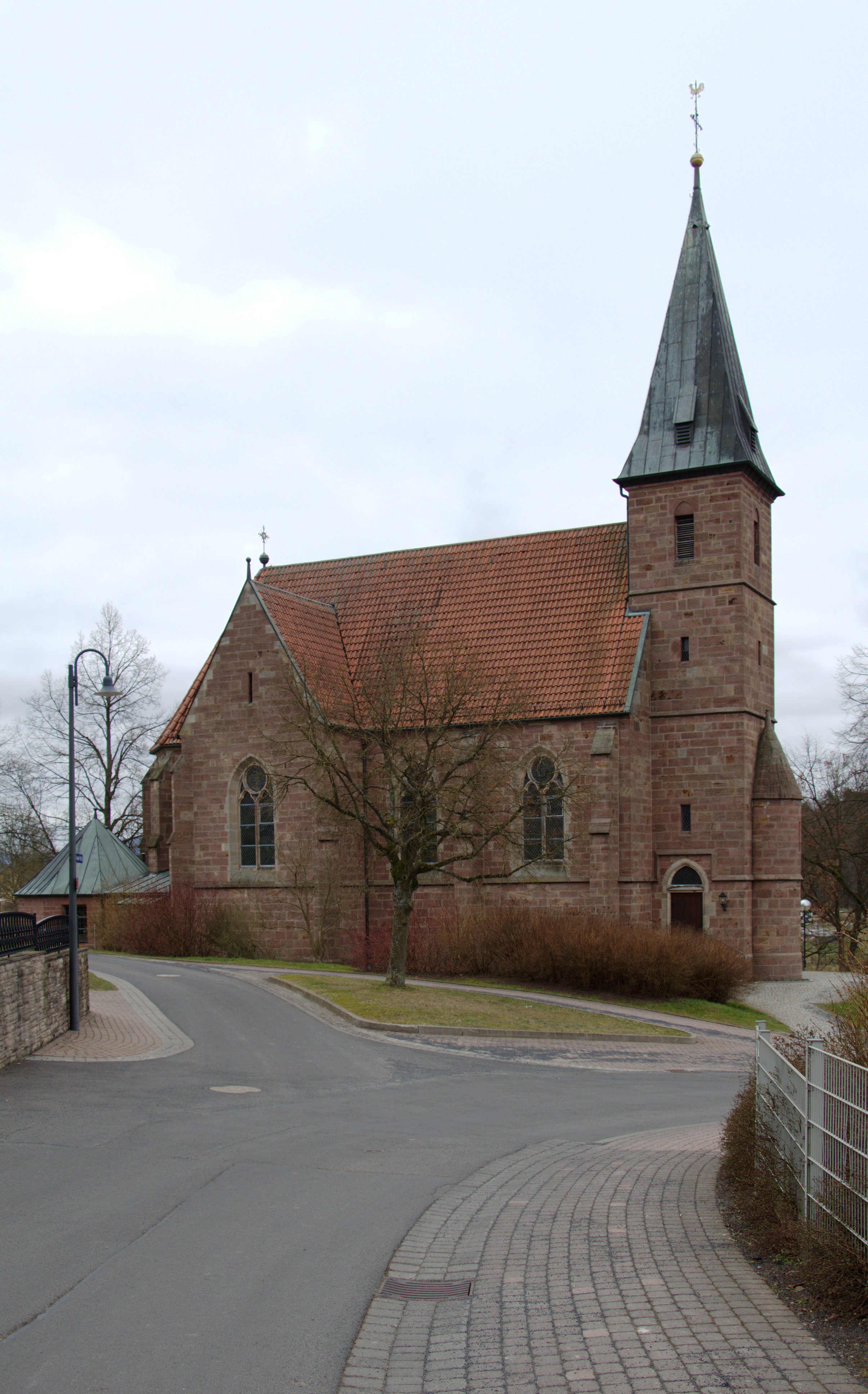
Kath. Kirche St. Anna

## Geschichte
Dietershan wurde erstmals 1165 erwähnt. Im Jahre 1574 wird eine erste Kapelle erwähnt. 1888 wurde die heutige Kirche errichtet.
Im Jahr 2015 feierte Dietershan sein 850. Dorfjubiläum.
Im Rahmen der Gebietsreform in Hessen wurde am 1. August 1972 die bis dahin selbstständige Gemeinde durch Landesgesetz in die Stadt Fulda eingegliedert.

### Einwohnerentwicklung
| • 1812: | 26 Feuerstellen, 180 Seelen |

| Dietershan: Einwohnerzahlen von 1812 bis 2017 | Dietershan: Einwohnerzahlen von 1812 bis 2017 | Dietershan: Einwohnerzahlen von 1812 bis 2017 | Dietershan: Einwohnerzahlen von 1812 bis 2017 | Dietershan: Einwohnerzahlen von 1812 bis 2017 |
| --- | --------------------------------------------- | --------------------------------------------- | --------------------------------------------- | --------------------------------------------- |
| Jahr |                                               |                                               |                                               | Einwohner                                     |
| 1812 | 1812                                          |                                               | 180                                           | 180                                           |
| 1834 | 1834                                          |                                               | 238                                           | 238                                           |
| 1840 | 1840                                          |                                               | 237                                           | 237                                           |
| 1846 | 1846                                          |                                               | 234                                           | 234                                           |
| 1852 | 1852                                          |                                               | 246                                           | 246                                           |
| 1858 | 1858                                          |                                               | 207                                           | 207                                           |
| 1864 | 1864                                          |                                               | 218                                           | 218                                           |
| 1871 | 1871                                          |                                               | 200                                           | 200                                           |
| 1875 | 1875                                          |                                               | 201                                           | 201                                           |
| 1885 | 1885                                          |                                               | 218                                           | 218                                           |
| 1895 | 1895                                          |                                               | 201                                           | 201                                           |
| 1905 | 1905                                          |                                               | 196                                           | 196                                           |
| 1910 | 1910                                          |                                               | 182                                           | 182                                           |
| 1925 | 1925                                          |                                               | 219                                           | 219                                           |
| 1939 | 1939                                          |                                               | 256                                           | 256                                           |
| 1946 | 1946                                          |                                               | 316                                           | 316                                           |
| 1950 | 1950                                          |                                               | 324                                           | 324                                           |
| 1956 | 1956                                          |                                               | 355                                           | 355                                           |
| 1961 | 1961                                          |                                               | 365                                           | 365                                           |
| 1967 | 1967                                          |                                               | 508                                           | 508                                           |
| 1970 | 1970                                          |                                               | 492                                           | 492                                           |
| 1988 | 1988                                          |                                               | 582                                           | 582                                           |
| 2010 | 2010                                          |                                               | 704                                           | 704                                           |
| 2013 | 2013                                          |                                               | 715                                           | 715                                           |
| 2015 | 2015                                          |                                               | 711                                           | 711                                           |
| 2016 | 2016                                          |                                               | 716                                           | 716                                           |
| 2017 | 2017                                          |                                               | 743                                           | 743                                           |
| Datenquelle: Historisches Gemeindeverzeichnis für Hessen: Die Bevölkerung der Gemeinden 1834 bis 1967. Wiesbaden: Hessisches Statistisches Landesamt, 1968. Weitere Quellen: ; 2010,2012,2015: |                                               |                                               |                                               |                                               |

### Religionszugehörigkeit
Quelle: Historisches Ortslexikon
| • 1885: | 218, davon 3 evangelisch (= 1,38 %), 215 katholisch (= 98,62 %)>  |
| • 1961: | 036 evangelische (= 9,86 %), 329 katholisch (= 90,14 %) Einwohner |

## Kultur und Sehenswürdigkeiten

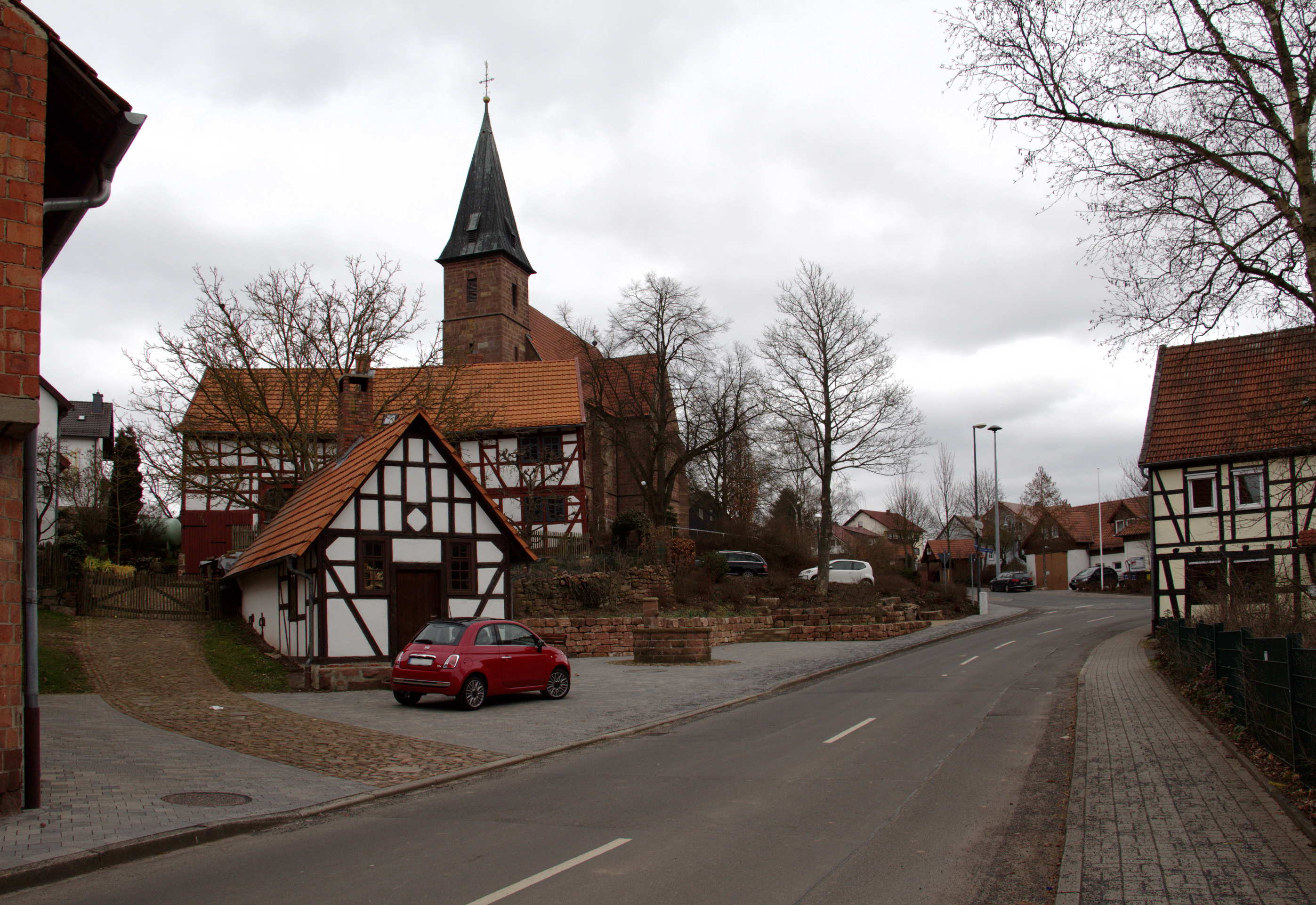
Ortsmitte von Dietershan

Dietershan Ortsmitte

### Ortsbild
Dietershan ist traditionell über Jahrhunderte landwirtschaftlich geprägt und im alten Ortskern mit regionaltypischen Fachwerkgebäuden bebaut. Bauplätze wurden zur Eigenentwicklung in Neubaugebieten ausgewiesen.

### Vereine
- Jeff Mofaclub e. V. Der Verein wurde 2007 gegründet und Veranstaltet diverse Feste.[9]
- Sportverein Dietershan; Hier kann Fußballsport und Damen-Gymnastik betrieben werden.
- Kirchenchor St. Anna und der
- Kinderchor Dietershan beteiligen sich immer wieder an Gottesdiensten oder anderen Veranstaltungen im Stadtteil
- Forstbetriebsgemeinschaft und Jagdgenossenschaft.
- Bürgerverein Dietershan; Der Verein wurde 2010 gegründet und kümmerte sich unter anderem um die Vorbereitung und Durchführung des 850-Jahr-Jubiläums 2015.
- Freiwillige Feuerwehr mit Jugendfeuerwehr und Feuerwehrkapelle.

## Verkehr
Dietershan ist über die Kreisstraße 120 erreichbar, die zwischen Bernhards und Lehnerz von der östlich verlaufenden Bundesstraße 27 abzweigt, als Stichstraße nach Nordwesten führt und am Ortseingangsschild endet. Die B 27 unterquert an der nahen Anschlussstelle Fulda-Nord die Bundesautobahn 7. Westlich vorbei am Dorf verläuft in der Ostflanke des Mühlbergs der Dietershantunnel der Schnellfahrstrecke Hannover–Würzburg mit Bahnhof in der Fuldaer Kernstadt.